# Astragalus trigonelloides
Astragalus trigonelloides är en ärtväxtart som beskrevs av Pierre Edmond Boissier. Astragalus trigonelloides ingår i släktet vedlar, och familjen ärtväxter. Inga underarter finns listade i Catalogue of Life.